# 仇云波
仇云波（Robin Shou，1960年7月7日—）艺名威龙。是一名在美国电影业工作的美籍华人演员，常出现在武术电影中，1982年获得中国大陆全国武术大赛冠军。最为人所知的是在電玩改編之電影系列《魔宮帝國》中饰演少林寺弟子劉康。

## 生平
有一個歌手弟弟仇雲峰。

### 早年生活
仇云波在香港出生，1971年全家搬到美国居住，曾在John C. Fremont High School就讀。
仇云波19岁才开始参加武术课程，在洛杉矶加利福尼亚州立大学学习期间練習空手道，他迅速意识到空手道对他来说並無太大用處所以决定退出。

### 职业生涯
仇云波的第一个真正的戏剧角色是与梅丽莎·吉尔伯特合作的1990年电影《紫禁之夜Forbidden Nights》（Forbidden Nights）。虽然这只是一部电视电影，但这是他在美国的处女作。而后，仇云波回到了香港后继续在香港拍摄电影。他在1994年回到洛杉矶，在改編自格鬥遊戲《真人快打》的電影《魔宫帝国》中饰演一个为弟弟的死报仇的少林僧侣‧劉康。
仇云波还在另一款格斗游戏改编电影《生死格斗》中扮演了一个配角，该电影改编自同名电子游戏系列，由导演《魔宫帝国》保罗·W·S·安德森执导，制片人杰里米·博尔特出品。他在《絕命尬車》系列中扮演14K，并在2009年的《街头霸王：春丽传》中饰演Gen。仇云波为米拉·乔沃维奇在《惡靈古堡》系列電影中扮演的角色而训练过她。

### 近况
仇云波育有一子，现已经淡出演艺圈，成为家庭主父，全心全意回归家庭生活。

## 参演电影
| 电影 | 电影                       | 电影             | 电影 |
| 年份 | 名称                       | 角色             | 备注 |
| ---- | -------------------------- | ---------------- | ---- |
| 1988 | 义胆红唇                   |                  |      |
| 1989 | 省港旗兵3                  | 966              |      |
| 1989 | 至尊無上                   | 片尾的受委託殺手 |      |
| 1989 | 搏擊英雄                   |                  |      |
| 1989 | 我在黑社會的日子           | 棺材繩的手下     |      |
| 1990 | 洗黑錢                     | 周偉生           |      |
| 1990 | 平凡英雄                   | 威龍             |      |
| 1991 | Eastern Heroes             |                  |      |
| 1992 | 黑猫2                      |                  |      |
| 1992 | 至尊特警                   |                  |      |
| 1994 | 龙虎新风云                 | 葉歡             |      |
| 1995 | 魔宮帝國                   | 劉康             |      |
| 1997 | 魔宮帝國2                  | 劉康             |      |
| 1997 | 比佛利武士                 |                  |      |
| 2003 | 红裤子：香港特技演员的生活 |                  |      |
| 2004 | 18索命指                   |                  |      |
| 2006 | 生死格斗                   | 海盗首领         |      |
| 2008 | 絕命尬車                   | 14K              |      |
| 2009 | 街头霸王：春丽传           |                  |      |
| 2011 | 絕命尬車2                  | 14K              |      |
| 2013 | 絕命尬車3：地獄            | 14K              |      |
| 电视 |                            |                  |      |
| 年份 | 名称                       | 角色             | 备注 |
| 1990 | Forbidden Nights           | Liang Hong       |      |
| 1995 | The Outer Limits           |                  |      |
| 执导 |                            |                  |      |
| 年份 | 名称                       | 角色             | 备注 |
| 2003 | 红裤子：香港特技演员的生活 |                  |      |
| 2015 | Earthbound                 |                  |      |